# Čestín
Čestín är en ort i Tjeckien.   Den ligger i regionen Mellersta Böhmen, i den centrala delen av landet, 60 km sydost om huvudstaden Prag. Čestín ligger 493 meter över havet och antalet invånare är 455.
Terrängen runt Čestín är lite kuperad. Runt Čestín är det ganska glesbefolkat, med 29 invånare per kvadratkilometer. Närmaste större samhälle är Kutná Hora, 19,5 km nordost om Čestín. Omgivningarna runt Čestín är en mosaik av jordbruksmark och naturlig växtlighet.